# 陳澗
陳澗（1547年—？），字汝新，湖廣永州衛人，民籍，明朝政治人物。

## 生平
与兄陳潤同舉隆慶元年（1567年）丁卯科湖廣鄉試第十五名舉人。隆慶二年（1568年）中式戊辰科會試第二百四名，二甲第六十二名進士。授户部主事，升郎中。歷官衢州府知府、浙江温处道副使。

## 家族
曾祖陳鑾，貢士；祖父陳玄，教授；父陳藎。前母程氏；母蔡氏。慈侍下。兄陳潤，丁卯贡士。